# Personal Responsibility and Work Opportunity Reconciliation Act
Der Personal Responsibility and Work Opportunity Reconciliation Act, kurz: PRWORA oder auch Welfare Bill, ist ein Bundesgesetz der USA, das eine Änderung der Sozialhilfe bewirkt, d. h. aller staatlichen Leistungen, die der deutschen Sozialhilfe, Grundsicherung, Arbeitslosengeld II ("Hartz IV") etc. entsprechen. 

## Wesentliche Änderungen
Das von Republikanern und Demokraten gemeinsam getragene Gesetz wurde im Jahr 1996 während der Präsidentschaft Bill Clintons vom Kongress der USA verabschiedet. Es ersetzte die seit 1935 bestehende Aid to Families with Dependent Children (AFDC). 
Die erste wesentliche Änderung ist, dass die monetäre Leistung kinderzahlunabhängig ist. Die zweite wesentliche Änderung besteht darin, dass nach einigen Jahren die Leistung bedingungslos aufhört, d. h. ganz gleich, ob der Betreffende inzwischen eine Arbeitsstelle hat oder nicht.
Bill Clinton äußerte sich vor Unterzeichnung des von beiden Häusern des Kongresses verabschiedeten Gesetzes zu dessen Intention: 

„Jeder, der arbeiten kann, muss zum Erwerb gezwungen werden… Wir sagen zu den Sozialhilfeempfängern: wir erwarten von Ihnen, dass Sie innerhalb von zwei Jahren eine Arbeit finden und Ihre eigene Lohntüte verdienen, also keine Sozialhilfebezahlung mehr vom Staat bekommen.“

Das Gesetz beendete die damals seit mehr als sechs Jahrzehnten bestehende Garantie des Bundes, auf Lebenszeit Mittel für Sozialhilfe zu gewähren. Der Bezug von Sozialhilfe darf fünf Jahre insgesamt nicht übersteigen. Die Hilfe kann als Ganzes oder in zeitlicher Stückelung erworben werden, allerdings jeweils nicht länger als zwei Jahre. Danach wird vom Empfänger verlangt, sich eine Arbeitsstelle zu suchen, auch wenn diese nicht der Qualifikation des jeweiligen Sozialhilfeempfängers entspricht.